# Vantara Gyula
Vantara Gyula (Békéscsaba, 1954. november 19. –) mérnök, politikus, 2006 és 2014 között Békéscsaba polgármestere. 2008-2015 között MOB-tag. 2010 óta országgyűlési képviselő, jelenleg a Költségvetési bizottság tagja. 2011 szeptemberétől a Fidesz Békés megyei elnöke.

## Tanulmányai
Középiskolai tanulmányait a Békéscsabai Vásárhelyi Pál Műszaki Szakközépiskolában, az útépítési és fenntartási szakon 1973-ban fejezte be, majd felvételizett a Budapesti Műszaki Egyetem Építőmérnöki Karának Közlekedésépítő Szakára. A sikeres felvételit követően egy év sorkatonai szolgálat után 1974-ben kezdte meg egyetemi tanulmányait. Az egyetemi évek alatt tagja volt a Közlekedéstudományi Egyesület (KTE) Ifjúsági Tagozatának, valamint a karon működő Szakmai Körnek. 1979-ben végezett az egyetemen és lett okleveles építőmérnök. Diplomamunkájával elnyerte a KTE által meghirdetett diplomaterv pályázat első díját.

## Munkahelyei
1979. szeptember 3-án kezdett dolgozni a Békéscsabai Közúti Igazgatóságnál, mint a Közlekedési Minisztérium ösztöndíjasa, 1979-1983 között, mint műszaki ellenőr 1983-1988 között, mint létesítményi mérnök, 1988-1991 között, mint létesítményi főmérnök 1991-1992 között, mint műszaki osztályvezető, 1992-1999 között, mint igazgatóhelyettes főmérnök, 1999-2005 között, mint ügyvezető igazgató. Munkahelyi támogatással 1988-1990 között elvégezte a BME Közlekedésépítő Szakmérnöki szak Útépítő- és Üzemeltető Ágazatát.
Tagja számos szakmai szervezetnek, (pl.: KTE, Magyar Útügyi Társaság), valamint a Mérnök Kamara Békés megyei elnökségének.
A Műszaki és Természettudományi Egyesületek Szövetsége (MTESZ) Békés Megyei Szervezetének elnökévé 2002 novemberében, regionális képviselőnek pedig 2004-ben választották meg. 2008-ban a megyei közgyűlés delegáltjaként a Magyar Olimpiai Bizottság tagjává választották.
2010. áprilisában a Szegedi Igazságügyi Szakértői Kamarától díszoklevelet vehetett át a húsz éve végzett magas színvonalú igazságügyi műszaki szakértői tevékenységének eredményeként.
»A« kategóriás tervezői, az úttervezés-útüzemeltetés és fenntartás területén szakértői engedéllyel rendelkezik. A Környezetvédelmi és Vízügyi Minisztérium (KHVM) által 1995-ben beindított iskolarendszeren kívüli útfenntartó szakmunkásképzés céljainak, programjának és követelményrendszerének kidolgozását végző bizottság tagja, a délkelet-magyarországi térség koordinátora.

## A politikában
2006-ban a Fidesz színeiben megválasztották Békéscsaba polgármesterének. A 2010-es országgyűlési választáson pártja színében a Békés megyei I. választókerületet (Békéscsaba) az első fordulóban megnyerte, így országgyűlési képviselő lett. A Gazdasági és informatikai bizottság és az ezen belül létrehozott Közlekedési és infrastrukturális albizottság tagja. Továbbá figyelembe véve Békéscsaba gazdasági kapcsolatait, tagja lett az Interparlamentáris Unió magyar-finn, magyar-amerikai és magyar-indiai tagozatának.
A Fidesz Békés megyei szervezete 2011. szeptember 14-én megtartott tisztújító közgyűlésén a párt megyei elnökének választotta.
A 2014-es országgyűlési választáson Békés megye 1.vk.-ben mandátumot szerzett. 2014. októbertől a Költségvetési bizottságban tagi tisztséget tölt be.

## Külső hivatkozások
- Vantara Gyula weboldala Archiválva 2006. október 25-i dátummal a Wayback Machine-ben